# Конвой PQ 8
Конвой PQ 8 (англ. Convoy PQ 8) — арктичний конвой транспортних суден у кількості 8 одиниць (1 радянське, 4 британських, 1 норвезьке та 2 панамські), що у супроводженні союзних кораблів ескорту прямував з Ісландії до радянського порту Мурманська. 8 січня 1942 року конвой вийшов з Гваль-фіорду. 12 січня конвой був змушений повернути на південь, щоб уникнути льоду; погода була тихою, видимість винятковою, з короткими сутінками близько полудня, і прибув до Архангельська 17 січня 1942 року.
Проігнорувавши попередні конвої, німці почали зміцнювати свої сили в Норвегії та зібрали першу ударну групу підводних човнів в Арктиці проти PQ 8. 17 січня U-454 «вовчої зграї» «Улан» пошкодив торгове судно SS Harmatris і потопив есмінець «Матабеле» із втратою всіх, крім двох членів екіпажу, коли конвой майже досяг Мурманська. Решта конвою того дня досягла Мурманська; Harmatris був відбуксований у гавань 20 січня.
Harmatris застряг у Росії через зимову погоду, брак робочої сили для ремонту пошкоджень, спричинених ударом торпеди, часті повітряні атаки Люфтваффе на Мурманськ і припинення конвоїв після катастрофи конвою PQ 17.

## Кораблі та судна конвою PQ 8

### Транспортні судна
Позначення
| Назва                     | Прапор          | Тоннаж (GRT) | Прим.                                             |
| ------------------------- | --------------- | ------------ | ------------------------------------------------- |
| British Pride (1931)      | Велика Британія | 7 106        |                                                   |
| British Workman (1922)    | Велика Британія | 6 994        |                                                   |
| Dartford (1930)           | Велика Британія | 4 093        |                                                   |
| El Almirante (1917)       | Панама          | 5 248        |                                                   |
| Harmatris (1932)          | Велика Британія | 5 395        | судно командора конвою; 17 січня пошкоджено U-454 |
| Larranga (1917)           | США             | 3 804        | судно віце-командора конвою                       |
| Southgate (1926)          | Велика Британія | 4 862        |                                                   |
| «Старий більшовик» (1933) | СРСР            | 3 974        |                                                   |

### Кораблі ескорту
| Назва       | Прапор                                  | Тип корабля                           | Прим.                                                                       |
| ----------- | --------------------------------------- | ------------------------------------- | --------------------------------------------------------------------------- |
| «Харрієр»   | Військово-морські сили Великої Британії | тральщик типу «Гальсіон»              | 8–17 січня                                                                  |
| «Хазард»    | Військово-морські сили Великої Британії | тральщик типу «Гальсіон»              | 16–17 січня                                                                 |
| «Матабеле»  | Військово-морські сили Великої Британії | ескадрений міноносець типу «Трайбл»   | 11–17 січня; 17 січня 1942 року потоплений німецьким підводним човном U-454 |
| «Шарпшутер» | Військово-морські сили Великої Британії | тральщик типу «Гальсіон»              | 16–17 січня                                                                 |
| «Сомалі»    | Військово-морські сили Великої Британії | ескадрений міноносець типу «Трайбл»   | 11–17 січня                                                                 |
| «Спідвел»   | Військово-морські сили Великої Британії | тральщик типу «Гальсіон»              | 8–17 січня                                                                  |
| «Тринідад»  | Військово-морські сили Великої Британії | легкий крейсер типу «Коронна колонія» | 11–17 січня                                                                 |

## Підводні човни, що брали участь в атаці на конвой
| Назва | Тип       | Командир                             | Результати атаки                                  |
| ----- | --------- | ------------------------------------ | ------------------------------------------------- |
| U-134 | типу VIIC | капітан-лейтенант Рудольф Шендель    | не атакував                                       |
| U-454 | типу VIIC | капітан-лейтенант Буркгард Гаклендер | 17 січня потопив «Матабеле» та пошкодив Harmatris |
| U-584 | типу VIIC | капітан-лейтенант Йоахім Деке        | не атакував                                       |